# مشعل نايف
مشعل نايف عبد الله عاشق العنزي ، من مواليد 23 أكتوبر 1977 ، لاعب كرة قدم كويتي سابق.
بدأ مسيرته الكروية مع نادي النصر الكويتي في عام 1992 ،وانتهت في عام 2008 ومن ثم انتقل إلى
نادي صليبيخات الرياضي وتم توقيع عقد معهم لمدة عام من تاريخ العقد, وهو أخ اللاعب طلال نايف